# Eugeniusz Pędzisz

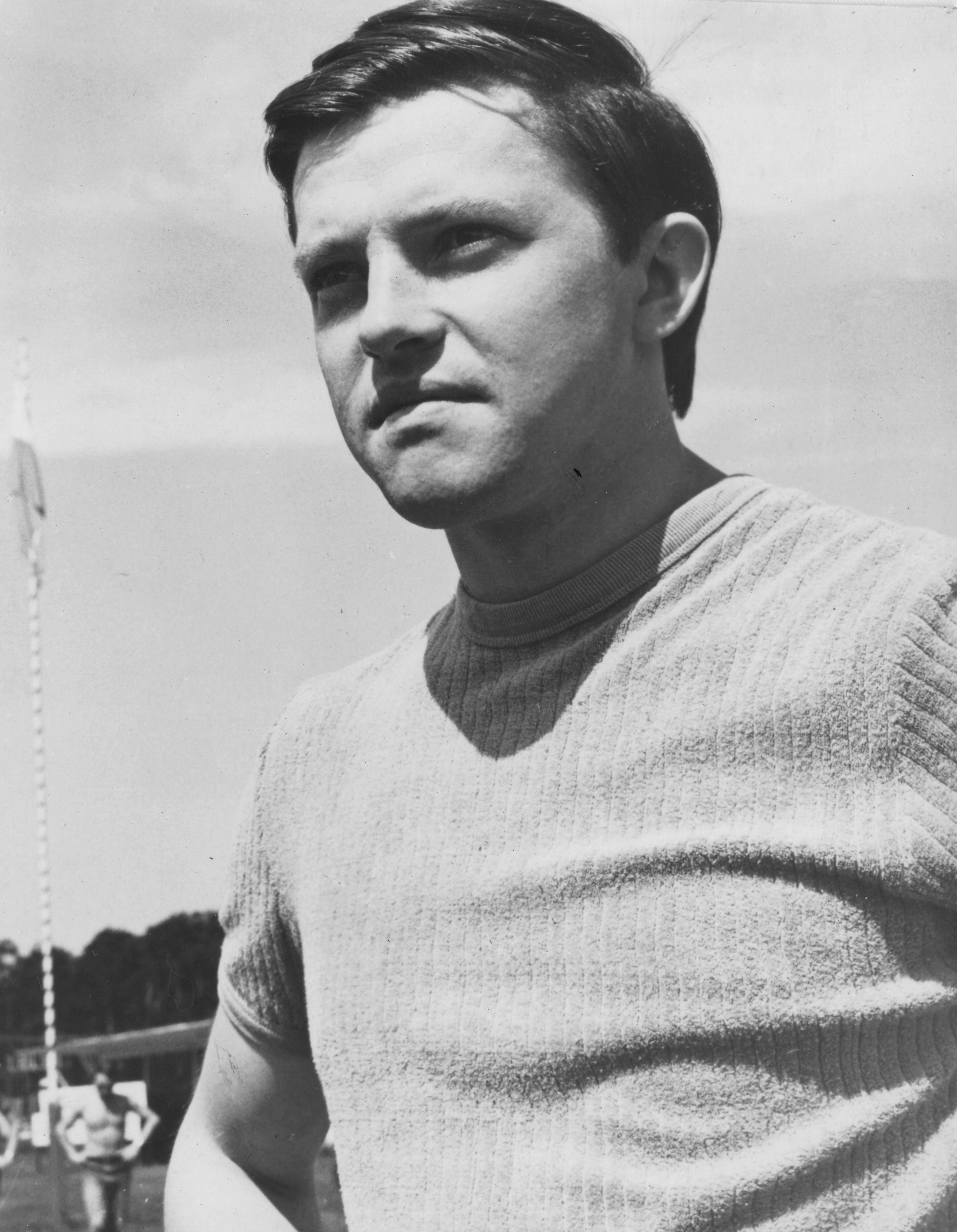
Eugeniusz Pędzisz – 1974 rok

Eugeniusz Pędzisz (ur. 21 lutego 1946 w Zielonej Górze) – polski strzelec sportowy, trener, olimpijczyk z Meksyku 1968, Monachium 1972, Montrealu 1976, Moskwy 1980.

## Kariera sportowa
Specjalista w strzelaniu z broni długiej (karabin). W czasie swojej kariery zawodniczej trwającej od 1961 do 1986 roku zdobył 22 złote medale mistrzostw Polski, 32 srebrne i 12 brązowych. Zawodnik kolejno: Czarnych Żagań, Gwardii Zielona Góra, Gwardii Warszawa i Gwardii Opole. 
Dwukrotny mistrz świata z roku 1974 w strzelaniu z karabinu pneumatycznego 40 strzałów indywidualnie i w strzelaniu z karabinu dowolnego 3 × 40 strzałów, 300 metrów – postawa klęcząca drużynowo (partnerami byli: Józef Botwin, Andrzej Sieledcow, Henryk Górski). Był również brązowym medalistą z roku 1970 w strzelaniu z karabinu standard 3 × 20 strzałów drużynowo (partnerami byli:Andrzej Sieledcow, Andrzej Trajda, Ryszard Fander) i z roku 1974 w strzelaniu z karabinu dowolnego 3 × 40 strzałów, 300 metrów - postawa klęcząca indywidualnie i drużynowo w strzelaniu z karabinu pneumatycznego 40 strzałów (partnerami byli: Romuald Siemionow, Stanisław Marucha, Andrzej Trajda).
Mistrz Europy z roku 1974 w strzelaniu z karabinu pneumatycznego 40 strzałów drużynowo (partnerami byli: Stanisław Marucha, Romuald Siemionow, Andrzej Trajda), z roku 1975 w strzelaniu z karabinu dowolnego 60 strzałów drużynowo (partnerami byli:Stanisław Marucha, Andrzej Trajda, Andrzej Takuśki) oraz z roku 1977 w strzelaniu z karabinu dowolnego 3 × 40 strzałów,300 metrów-postawa leżąc.
Był wicemistrzem Europy w roku 1973 w strzelaniu z karabinu pneumatycznego 40 strzałów drużynowo (partnerami byli: Stanisław Marucha, Romuald Siemionow, Andrzej Trajda) i w roku 1975 w strzelaniu z karabinu dowolnego 3 × 40 strzałów. Zdobył brązowy medal w latach 1975, 1976 w strzelaniu z karabinu pneumatycznego 40 strzałów drużynowo (partnerami byli:Stanisław Marucha, Romuald Siemionow, Andrzej Trajda) i w roku 1975 w strzelaniu z karabinu dowolnego 3 × 40 strzałów-postawa stojąc indywidualnie i drużynowo w strzelaniu z karabinu dowolnego 3 × 40 strzałów – postawa stojąc (partnerami byli: Romuald Siemionow, Stanisław Marucha, Andrzej Sieledcow). Ostatni medal (brązowy) mistrzostw Europy zdobył w roku 1981 w strzelaniu z karabinu dowolnego 3 × 40 strzałów – postawa klęcząc drużynowo (partnerami byli:Andrzej Trajda, Krzysztof Stefaniak, Romuald Siemionow}.
Na igrzyskach w roku 1968 wystartował w konkurencji strzelania z karabinu dowolnego w trzech pozycjach 300 metrów zajmując 20. miejsce. Na igrzyskach w 1972 roku wystartował w konkurencji strzelania z karabinu dowolnego w trzech pozycjach 300 metrów zajmując 19. miejsce oraz w konkurencji strzelania z karabinu sportowego w trzech pozycjach 50 metrów zajmując 36. miejsce. Na igrzyskach w roku 1976 wystartował tylko w strzelaniu z karabinu sportowego w trzech pozycjach 50 metrów zajmując miejsca 14.-15. Na kolejnych igrzyskach zajął 8. miejsce w strzelaniu z karabinu sportowego w trzech pozycjach 50 metrów.
Po zakończeniu kariery sportowej został trenerem oraz działaczem sportowym. Członek Zarządu Polskiego Związku Strzelectwa Sportowego (wybrany na kadencję 2009-2013)
Został członkiem honorowego komitetu poparcia Bronisława Komorowskiego przed wyborami prezydenckimi w Polsce w 2015 roku.
Jego żoną była fizyczka jądrowa Bożena Hajduk.